# Hercynella
Hercynella é um gênero de mariposa pertencente à família Crambidae.